# Juan Bautista Lazaga Garay
Juan Bautista Lazaga y Garay fue un marino y militar español, que nació en la localidad gaditana de San Fernando el 21 de abril de 1845 y falleció durante la Batalla naval de Santiago de Cuba el 3 de julio de 1898.

## Biografía
Ingresó en el Colegio Naval, en julio de 1857. En octubre de 1860, recibió el nombramiento de guardiamarina de segunda clase, y en enero de 1861, se le destinó a la isla de Cuba, donde realizó cruceros de instrucción en distintos buques. En noviembre del mismo año, formó parte de la escuadra al mando de Joaquín Gutiérrez de Rubalcaba, que llevó a cabo el ataque a Veracruz y San Juan de Ulúa. 
En octubre de 1863, ascendió a guardiamarina de primera clase y en enero de 1864, regresó a la península. En noviembre de 1865, ascendió a alférez de navío y solicitó ser destinado a la escuadra del Pacífico, en la cual, al mando de Casto Méndez Núñez, entró en el combate el 2 de mayo de 1866, en el Combate de El Callao.
En 1867, finaliza el viaje de circunnavegación a bordo de la Berenguela', y a finales de 1869 fue destinado al apostadero de La Habana. 
En febrero de 1870, ascendió  a teniente de navío de segunda clase, y en julio de 1884, a teniente de navío de primera clase (equivalente al actual Capitán de corbeta). Entre 1870 y 1884 fue destinado en distintos periodos alternativos entre la península y la isla de Cuba. 
En la primavera de 1884, regresó definitivamente a la península y recibió el nombramiento de jefe del centro meteorológico del Observatorio de Marina de San Fernando. Permaneció en este destino hasta junio de 1887, en que fue ascendido a capitán de fragata, designándosele para el mando de la fragata Gerona. 
En enero de 1889, fue nombrado primer ayudante de la mayoría del departamento de Cádiz, y permaneció en este cargo hasta noviembre de 1890, fecha en la cual se le designó comandante del crucero Isla de Cuba, con el que realizó un viaje a las islas Canarias y Río de Oro, que finalizó en mayo de 1891. Continuó al mando del mismo buque y prestó servicios en las costas de la península. 
En 1892, fue nombrado presidente de la junta de estudios para la canalización de Sancti Petri. En junio de 1892, se le nombró comandante del puerto de Ponce, en la isla de Puerto Rico, cargo que ostentó hasta la primavera de 1894. 
En junio fue nombrado comandante del crucero Aragón, puesto en el que permaneció hasta febrero de 1896. Cuando fue ascendido a capitán de navío se le designó comandante de quilla (encargado de supervisar la construcción) del crucero acorazado Princesa de Asturias. Al mismo tiempo, se le nombró presidente de la Junta de Fondos Económicos de Edificios Militares. Cesó en enero de 1897 del primero y en febrero del mismo año del segundo. 
En febrero de 1897, se le designa comandante del crucero Almirante Oquendo, que se unió a la escuadra de instrucción. En 1898, seguía al mando de dicho buque. Se hizo a la mar en febrero con rumbo a Las Palmas, y el 29 de febrero de 1898 puso rumbo al Mar Caribe. 
Se ordenó a la escuadra concentrarse en San Vicente. El crucero protegido Infanta María Teresa, el crucero acorazado  Cristóbal Colón y los destructores Furor, Plutón y Terror partieron de Cádiz el 8 de abril de 1898 y llegaron a San Vicente el 14 de abril de 1898. Los buques experimentaron problemas mecánicos y consumieron más carbón del esperado durante el trayecto. La escuadra se vio reforzada con la llegada de dos cruceros protegidos, el Almirante Oquendo y el Vizcaya.
La Guerra Hispano-Norteamericana comenzó mientras la escuadra estaba en Sao Vicente. Debido a la neutralidad de Portugal, de acuerdo con las leyes internacionales se ordenó que debían abandonar Sao Vicente en 24 horas desde la declaración de guerra. Lazaga, junto al resto de la escuadra de Cervera, partió el 29 de abril con rumbo a San Juan de Puerto Rico. A causa de los continuos problemas mecánicos y el bajo nivel de carbón, intentaron repostar en Martinica el 10 de mayo. Mientras el Plutón y los cruceros permanecían en aguas internacionales, el Furor y el Terror entraron en Fort-de-France para solicitar un suministro de carbón.  Francia que era neutral, se negó a suministrar el carbón a la escuadra española.  
Excepto el Terror, que permaneció en Fort-de-France debido a sus problemas mecánicos, partieron el 12 de mayo de 1898 hacia Curaçao, donde Cervera esperaba carbonear. La escuadra llegó a Willemstad el 14 de mayo, pero Holanda también se declaró neutral, y forzado por su estricta neutralidad, solo permitió al Vizcaya y al Infanta María Teresa entrar a puerto para cargar solamente 600 toneladas de carbón.  El 15 de mayo, partió la escuadra, que no podía dirigirse a San Juan, la cual se encontraba bloqueada por la U.S. Navy, pero aún podían acudir a Santiago de Cuba en la costa sudeste de Cuba, a donde llegaron el 19 de mayo de 1898. Cervera esperaba reparar sus buques antes de verse atrapado. Su escuadra se vio bloqueada cuando la escuadra norteamericana llegó el 27 de mayo y comenzó un bloqueo que duró 37 días.
A principios de julio, cuando la caída de Santiago era evidente, Cervera decidió que la única esperanza de su escuadra era tratar de escapar a mar abierto para huir del bloqueo. La fecha elegida para intentar romper el bloqueo fue el 3 de julio. Las tripulaciones regresaron de las brigadas navales el 2 de julio de 1898 y se prepararon para la acción. Mientras el Infanta María Teresa se sacrificaba en un ataque rápido contra el USS Brooklyn, los otros evitarían la acción con toda la velocidad que fueran capaces.
Al amanecer del 3 de julio, los buques españoles se pusieron en marcha, comenzando la Batalla naval de Santiago de Cuba. El crucero Oquendo fue el último de los cruceros que pasó la línea de salida de la rada de Santiago de Cuba, y casi al mismo tiempo era puesto fuera de combate el crucero Infanta María Teresa. En cuanto el Oquendo estuvo fuera, fue atacado por el acorazado USS Iowa, al que posteriormente se le unieron otros dos acorazados más, un crucero acorazado y un crucero protegido, que concentraron su fuego sobre el Oquendo. 
Falleció el 3 de julio de 1898 a bordo del crucero Oquendo, según algunas versiones por un infarto, según otras ahogado o por las heridas, y según otras se suicidó después de que la tripulación evacuara el barco.